# Cupa României 2011-2012
Cupa României 2011-2012 (cunoscută ca și Cupa României Timișoreana 2011-2012) este a 74-ediție a celui mai vechi turneu eliminator din fotbalul românesc. Faza întâi a avut loc la 19-21 iulie 2011. Finala competiției a avut loc pe 23 mai 2012 și s-a jucat pe Național Arena. Dinamo București a învins cu scorul de 1 - 0 pe Rapid București, printr-un gol marcat de Adrian Scarlatache în minutul 58.
Campionii entitre Steaua București au fost eliminați în optimi de FC Politehnica Timișoara, fiind învinși în meciul disputat pe Stadionul Dan Păltinișanu cu 2 la 0.

## Echipe
| Faza           | Cluburi rămase | Cluburi participante | Câștigători din runda precedentă | Intrate în competiție | Ligi                            |
| -------------- | -------------- | -------------------- | -------------------------------- | --------------------- | ------------------------------- |
| Faza județeană | -              | -                    | niciunul                         | -                     | Nivelele 4, 5 și 6 din piramidă |
| Faza I         | 185            | 82                   | 41                               | 82                    | Liga a III-a                    |
| Faza a II-a    | 103            | 94                   | 41                               | 53                    | Liga a III-a                    |
| Faza a III-a   | 50             | 48                   | 48                               | niciunul              | niciuna                         |
| Faza a IV-a    | 50             | 56                   | 24                               | 32                    | Liga a II-a                     |
| Faza a V-a     | 50             | 28                   | 28                               | niciunul              | niciuna                         |
| Șaisprezecimi  | 32             | 32                   | 14                               | 18                    | Liga I                          |
| Optimi         | 16             | 16                   | 16                               | niciunul              | niciuna                         |
| Sferturi       | 8              | 8                    | 8                                | niciunul              | niciuna                         |
| Semifinale     | 4              | 4                    | 4                                | niciunul              | niciuna                         |
| Finala         | 2              | 2                    | 2                                | niciunul              | niciuna                         |

## Calendar
Calendarul anunțat de Federația Română de Fotbal pentru Cupa României 2011-2012:
| Faza          | Date                            | Număr de meciuri | Cluburi | Intrate în competiție |
| ------------- | ------------------------------- | ---------------- | ------- | --------------------- |
| Faza I        | 20 iulie 2011                   | 42               | 82      | 82: 103 – 185         |
| Faza a II-a   | 9 august 2011                   | 44               | 94      | 53: 50 - 103          |
| Faza a III-a  | 16 august 2011                  | 24               | 48      | niciunul              |
| Faza a IV-a   | 23 august 2011                  | 28               | 56      | 32: 19 - 50           |
| Faza a V-a    | 6 septembrie 2011               | 14               | 28      | niciunul              |
| Șaisprezecimi | 20-22 septembrie 2011           | 16               | 32      | 18: 1 - 18            |
| Optimi        | 25-27 octombrie 2011            | 8                | 16      | niciunul              |
| Sferturi      | 7-8 decembrie 2011              | 4                | 8       | niciunul              |
| Semifinale    | 29/28 martie-11/12 aprilie 2012 | 4                | 4       | niciunul              |
| Finala        | 23 mai 2012                     | 1                | 2       | niciunul              |

## Faza I
Meciurile primei faze a Cupei României 2011-2012 au avut loc la 20 iulie 2011, ora 17:30, pe terenuri neutre.
| Club 1                   | Scor   | Club 2                            | Note   | Club 1                      | Scor   | Club 2                    | Note   |
| ------------------------ | ------ | --------------------------------- | ------ | --------------------------- | ------ | ------------------------- | ------ |
| CS Concordia Chiajna II  | 1 - 0  | CS Argeșul Mihailești             | Nota 1 | CS Ralbex Turcinești        |        | Loc vacant                |        |
| CS Armata Aurul Brad     | anulat | FC Drobeta Turnu Severin          |        | FC Moldoforest Moldova Noua | anulat | CS Termo Dr. Tr. Severin  |        |
| CS Recolta Danceu        | 3 - 1  | CS Triumf Bârca                   |        | CS Millenium Giarmata       |        | Loc vacant                |        |
| CS Energia Craiova       | 3 - 0  | CS Petrolul Videle                |        | AS Flacara Talpa            | 1 - 2  | FCM Alexandria            |        |
| AS Recolta Stoicănești   | 4 - 5  | Dunărea Turris Turnu Măgurele     |        | CS Vladimirescu 2003        | anulat | FC CFR Timișoara          |        |
| CS Juventus Pischia      | 1 - 2  | AS Nova Mama Mia Becicherecul Mic |        | CS Luceafărul II Oradea     | 2 - 0  | CS Gloria CTP Arad        |        |
| FC Gaz Metan Târgu Mureș | 2 - 3  | AF CS Voința Livezile             |        | FC Curciu                   | 4 - 3  | CSU Vointa 2 Sibiu        |        |
| FC Zagon                 | 4 - 1  | AFC Odorheiu Secuiesc             |        | AS Spicul Ardusat           | 2 - 7  | FC Gloria Bistrița II     |        |
| AS Leii Tritenii de Jos  | 1 - 5  | CS Unirea Florești                |        | AS Venus Maieriste          | 2 - 4  | FC Unirea Dej             |        |
| AS Someșul Oar           | 6 - 0  | CF Bihorul Beiuș                  |        | AS Europa Alba Iulia        | 5 - 0  | CS Zlatna                 |        |
| AS Damila Măciuca        | 3 - 1  | CFC Ghecon Lăpușata               |        | CS Rucăr Argeș              | 0 - 1  | FC Oltchim Râmnicu Vâlcea |        |
| CS Ștefănești            | 1 - 3  | CSO Plopeni                       |        | CS Național Golești         | 2 - 1  | CSM Râmnicu Sărat         |        |
| CS Gloria Ivești         | 3 - 6  | CSM Focșani                       |        | CSM Moinești                | anulat | CS Willy Bacău            |        |
| FC Girceni               | 1 - 0  | CS Aerostar Bacău                 |        | AS Voința Ion Creangă       | 7 - 0  | CS Cetatea Târgu Neamț    |        |
| AS Roma 2000             | 0 - 1  | CS Luceafărul Mihai Eminescu      |        | AS Minerul Iacobeni         | 4 - 2  | ACS Rapid CFR Suceava     |        |
| Viticultorul Breaza      | 3 - 1  | ABC Stoicescu                     |        | AS Fortino Ianca            | 10 - 2 | CS Partizanul Merei       |        |
| AS Zmeii Ogrezeni        | anulat | CS Progresul Corabia              |        | CS Gloria Cornesti          | 4 - 1  | Comprest GIM              |        |
| AS Olimpia San Petru     | 4 - 2  | FC GIROM Albota                   |        | CS Prahova Tomșani 2010     | anulat | CS Spicul Mopan           |        |
| Venus Independenta       | 0 - 3  | CS Inter Clinceni                 |        | AS Viitorul Axintele        | 0 - 1  | CS Viitorul Chirnogi      |        |
| CS Viteazul Sinoe        | anulat | CSM Medgidia                      |        | AS Granitul Babadag         | 0 - 2  | CS Eforie                 |        |
| Rapid Dumești            | anulat | FC Cetatea Suceava                |        | CS Metalul Vlăhița          | 0 - 4  | CS Gaz Metan II Mediaș    | Nota 2 |

Note:
- 1: Meciul s-a jucat pe 19 iulie 2011 la ora 17:30.
- 2: Meciul s-a jucat pe 21 iulie 2011 la ora 17:30.

## Faza a II-a
Meciurile celei de a II-a faze a Cupei României 2011-2012 au avut loc la 9 august 2011, ora 17:30, pe terenuri neutre.
| Club 1                        | Scor   | Club 2                                           | Note | Club 1                            | Scor  | Club 2                             | Note |
| ----------------------------- | ------ | ------------------------------------------------ | ---- | --------------------------------- | ----- | ---------------------------------- | ---- |
| CS Ralbex Turcinești          | 0 - 3  | CS Minerul Jilt Mătăsari                         |      | CS Minerul Motru                  | 0 - 2 | CS CFR Simeria                     |      |
| AS Someșul Oar                |        | Loc vacant                                       |      | AS Europa Alba Iulia              | 5 - 0 | FC Zalău                           |      |
| CS Luceafărul II Oradea       | 3 - 0  | CS Atletic Club Universitatea Vasile Goldis Arad |      | ACS URBAN Titu                    | 1 - 0 | CSM Brașov                         |      |
| CS Vladimirescu 2003          | 1 - 3  | CS Național Sebiș                                |      | CS Armata Aurul Brad              | 0 - 4 | FC Cisnădie                        |      |
| FC Moldoforest Moldova Noua   | 0 - 3  | FC Scolar Reșița                                 |      | CS Recolta Danceu                 | 1 - 3 | CS Prometeu Craiova                |      |
| CS Millenium Giarmata         | 5 - 4  | CS Autocatania Caransebeș                        |      | FC Oltchim Râmnicu Vâlcea         |       | FC Piatra Olt                      |      |
| CS Buftea                     | 2 - 1  | FCM Târgoviște                                   |      | FC Gloria Bistrița II             | 3 - 0 | FCM Avantul Reghin                 |      |
| CS Voința Livezile            | 4 - 0  | FC ASA Unirea Ungheni                            |      | CS Unirea Florești                | 1 - 3 | CS Sanatatea Servicii Publice Cluj |      |
| FC Unirea Dej                 | 3 - 0  | FC Seso Campia Turzii                            |      | FC Hunedoara                      |       | Loc vacant1                        |      |
| CS Unirea Sânnicolau Mare     |        | FC Timișoara II                                  |      | AS Nova Mama Mia Becicherecul Mic | 2 - 1 | ACS Recaș                          |      |
| FC Curciu                     | 2 - 9  | CS Gaz Metan II Mediaș                           |      | CS Pandurii Lignitul II Târgu Jiu | 1 - 0 | CS Jiul Rovinari                   |      |
| CS Viitorul Domnești          | 2 - 3  | SC FC Voluntari SA                               |      | CS Energia Craiova                | 0 - 1 | FC Caracal                         |      |
| Dunărea Turris Turnu Măgurele | 2 - 1  | CS Balotești                                     |      | AS Fortino Ianca                  |       | CF Brăila                          |      |
| Viticultorul Breaza           | 2 - 1  | CS Panciu                                        |      | CS Eforie                         | 0 - 3 | FC Dunarea Călărași                |      |
| CS Național Golești           | 1 - 6  | FC Otelul Galați 2                               |      | CSM Focșani                       | 2 - 1 | FC Politehnica Galați              |      |
| CSM Moinești                  |        | CS FCM Onesti                                    |      | FC Zagon                          | 0 - 1 | ASC Bacău                          |      |
| AS Voința Ion Creangă         | 2 - 5  | Municipal Petrotub Roman                         |      | FC Girceni                        | 4 - 3 | CSM Pașcani                        |      |
| AS Minerul Iacobeni           | 1 - 0  | FC Ceahlaul Piatra Neamț II                      |      | CS Viitorul Chirnogi              | 0 - 3 | CS Phoenix Ulmu                    |      |
| CS Viteazul Sinoe             | 0 - 4  | FC Unirea Slobozia                               |      | FCM Alexandria                    | 4 - 3 | CS Atletic Bradu                   |      |
| AS Damila Măciuca             | 1 - 3  | CS Vișina Nouă                                   |      | CS Tunari                         |       | CS Juventus București              |      |
| AS Zmeii Ogrezeni             | 1 - 5  | FC Rapid București II                            |      | CS Concordia Chiajna              |       | FC Steaua Bucuresti II             |      |
| CS Gloria Cornești            | 4 - 6  | ACS Berceni                                      |      | AS Olimpia San Petru              | 0 - 1 | CS Unirea Tărlungeni               |      |
| CS Prahova Tomșani 2010       | 0 - 11 | CS Chimia Brazi                                  |      | CSO Plopeni                       | 2 - 0 | CS CONPET Ploiești                 |      |
| CS Inter Clinceni             | 3 - 2  | AFC Filipeștii de Pădure                         |      | Rapid Dumești                     | 6 - 0 | CS Luceafărul Mihai Eminescu       |      |

## Faza a III-a
Meciurile celei de a III-a faze a Cupei României 2011-2012 au avut loc la 16 august 2011, ora 17:30, pe terenuri neutre.
| Club 1                            | Scor  | Club 2                | Note | Club 1                    | Scor  | Club 2                             | Note |
| --------------------------------- | ----- | --------------------- | ---- | ------------------------- | ----- | ---------------------------------- | ---- |
| AS Minerul Iacobeni               | 0 - 2 | FC Gloria Bistrița II |      | CS Minerul Jilt Mătăsari  | 2 - 1 | CS Prometeu Craiova                |      |
| CSO Plopeni                       | 3 - 1 | CS Unirea Tărlungeni  |      | ACS Urban Titu            | 0 - 1 | CS Chimia Brazi                    |      |
| AS Nova Mama Mia Becicherecul Mic | 0 - 2 | FC Școlar Reșita      |      | CS Millenium Giarmata     | 4 - 5 | FC Timișoara II                    |      |
| CS Pandurii II Târgu Jiu          | 1 - 0 | CS CFR Simeria        |      | CS National Sebiș         | 2 - 0 | FC Hunedoara                       |      |
| CS Luceafărul II Oradea           | 0 - 2 | FC Unirea Dej         |      | AS Someșul Oar            | 1 - 2 | CS Sănătatea Servicii Publice Cluj |      |
| AS Europa Alba Iulia              | 2 - 0 | FC Cisnădie           |      | FC Oltchim Râmnicu Vâlcea | 1 - 0 | FC Caracal                         |      |
| FCM Alexandria                    | 3 - 5 | CS Vișina Nouă        |      | Rapid Dumești             | 0 - 2 | SC Municipal Petrotub Roman        |      |
| CSM Moinești                      | 0 - 7 | ASC Bacău             |      | FC Girceni                | 0 - 6 | FC Oțelul Galați II                |      |
| Viticultorul Breaza               | 2 - 0 | CSM Focșani           |      | AS Fortino Ianca          | 0 - 3 | FC Unirea Slobozia                 |      |
| CS Phoenix Ulmu                   | 3 - 2 | ACS Berceni           |      | FC Voluntari              | 0 - 3 | FC Dunărea Călărași                |      |
| Dunărea Turris Turnu Măgurele     | 2 - 1 | FC Rapid București II |      | CS Concordia II Chiajna   | 0 - 2 | CS Buftea                          |      |
| CS Inter Clinceni                 | 1 - 3 | CS Tunari             |      | CS Voința Livezile        | 1 - 0 | CS Gaz Metan II Mediaș             |      |

## Faza a IV-a
Meciurile celei de a IV-a faze a Cupei României 2011-2012 au avut loc la 23 august 2011, ora 17:30, pe terenuri neutre.
| Club 1                      | Scor  | Club 2                 | Note   | Club 1                             | Scor  | Club 2                             | Note |
| --------------------------- | ----- | ---------------------- | ------ | ---------------------------------- | ----- | ---------------------------------- | ---- |
| CS Tunari                   | 1 - 4 | FC Astra II            |        | FC Școlar Reșita                   | 3 - 4 | FC Timișoara                       |      |
| SC Municipal Petrotub Roman | 1 - 0 | FC Botoșani            |        | FC Oțelul Galați II                | 1 - 2 | FCM Dunărea Galați                 |      |
| Viticultorul Breaza         | 2 - 4 | FCM Bacău              |        | CF Brăila                          | 3 - 1 | FC Delta Tulcea                    |      |
| FC Callatis Mangalia        | 5 - 4 | FC Farul Constanța     |        | CS Voința Livezile                 | 3 - 2 | Gloria Bistrița                    |      |
| FC Dunărea Călărași         | 0 - 3 | AFC Săgeata Năvodari   |        | CS Phoenix Ulmu                    | 0 - 2 | FC Viitorul Constanța              |      |
| FC Snagov                   | 0 - 3 | CS Otopeni             |        | ACS Victoria Brănești              | 2 - 3 | FC Gloria Buzău                    |      |
| FC Unirea Slobozia          | 0 - 2 | CS Juventus București  |        | Dunărea Turris Turnu Măgurele      | 1 - 2 | CS ALRO Slatina                    |      |
| CS Vișina Nouă              | 1 - 0 | FC Olt                 |        | FC Gloria Bistrița II              | 2 - 5 | FC Maramureș Universitar Baia Mare |      |
| FC Unirea Dej               | 0 - 3 | CS Luceafărul Oradea   |        | CS Sanatatea Servicii Publice Cluj | 1 - 0 | CS FC Bihor Oradea                 |      |
| CS National Sebiș           | 1 - 0 | Unirea Alba Iulia      |        | AS Europa Alba Iulia               | 1 - 2 | FC Arieșul Turda                   |      |
| CS Buftea                   | 2 - 3 | FC Dinamo II București |        | CS Pandurii Lignitul II Târgu Jiu  | 6 - 0 | CS Mureșul Deva                    |      |
| CS Minerul Jilt Mătăsari    | 3 - 4 | CS Gaz Metan Severin   |        | FC Oltchim Râmnicu Vâlcea          | 1 - 0 | CSM Râmnicu Vâlcea                 |      |
| CS Chimia Brazi             | 1 - 2 | FC Argeș               |        | CSO Plopeni                        | 1 - 4 | FC Chindia Târgoviște              |      |
| Sport Club Bacău            | 2 - 0 | CSMS Iași              | Nota 1 | FC Timișoara II                    | 1 - 4 | FC UTA Arad                        |      |

Note:
- 1: Meciul s-a jucat pe 23 august 2011 la ora 19:30.

## Faza a V-a
Acesta este ultimul tur înaintea intrării în competiție a formațiilor din Liga I.
| 6 septembrie 2011 | CSM Roman | 1 – 2 (d.p.) | FCM Bacău                | Roman                                       |  |
| 16:30             | Drugă 93' |              | Curiliuc 117' Taban 120' | Stadion: Moldova Arbitru: Ciprian Amarandei |  |

| 6 septembrie 2011 | Sănătatea Cluj                                       | 5 – 1 | Arieșul Turda | Cluj-Napoca                                           |  |
| 16:30             | Hoca 10' Ghiorma 25' Gașpar 37' Pop 72' Sărmășan 88' |       | Petruș 90'    | Stadion: Victoria Someșeni Arbitru: Claudiu Ștefănuți |  |

| 6 septembrie 2011 | Luceafărul O.                                | 4 – 2 (d.p.) | UTA Arad            | Sânmartin, Bihor                               |  |
| 16:30             | Andor 43' Ianc 82' Blănaru 107' Popescu 115' |              | Capătă 9' Varga 72' | Stadion: Luceafărul Arbitru: Flavius Alin Roșu |  |

| 6 septembrie 2011 | Național Sebiș⁠(d) | 1 – 2 | Poli Timișoara         | Sebiș                                         |  |
| 16:30             | Băd 9'            |       | Tameș 21' Popovici 88' | Stadion: Național Arbitru: Florin Mihai Marcu |  |

| 6 septembrie 2011 | Pandurii II Târgu Jiu          | 2 – 3 | Turnu Severin        | Târgu Jiu                                               |  |
| 16:30             | Fărcășanu 43' Golea 88' (pen.) |       | Vancea 36', 40', 53' | Stadion: Tudor Vladimirescu II Arbitru: Adrian Stănescu |  |

| 6 septembrie 2011 | CS Vișina Nouă | 1 – 0 | Olt Slatina | Vișina Nouă                            |  |
| 16:30             | Priescu 90+3'  |       |             | Stadion: Sportul Arbitru: Iulian Călin |  |

| 6 septembrie 2011 | Voința Livezile | 3 – 2 | FC Maramureș | Livezile, Bistrița-Năsăud                 |  |
| 16:30             |                 |       |              | Stadion: Voința Arbitru: Dan Florin Dreve |  |

| 6 septembrie 2011 | Chindia | 0 – 1 | Dunărea Giurgiu | Târgoviște                                          |  |
| 16:30             |         |       | Rusu 48'        | Stadion: Eugen Popescu Arbitru: Cătălin Marian Pană |  |

| 6 septembrie 2011 | Gloria Buzău | 1 – 2 (d.p.) | Otopeni           | Buzău                                        |  |
| 16:30             | Filip 107'   |              | Ghiță 97' Ene 99' | Stadion: Municipal Arbitru: Mihai Amorăriței |  |

| 6 septembrie 2011 | Dacia Unirea Brăila | 2 – 0 | Team Săgeata⁠(d) | Brăila                                         |  |
| 16:30             | Otvoș 7' Moise 55'  |       |                 | Stadion: Municipal Arbitru: Ovidiu Petru Oprea |  |

| 6 septembrie 2011 | Callatis Mangalia                     | 2 – 3 (d.p.) | Viitorul Constanța                | Mangalia                                          |  |
| 16:30             | Iordache 4' (pen.) Ibrahim Camara 89' |              | Crețu 12' Lazăr 83' L. Turcu 112' | Stadion: Central Arbitru: Bogdan Ionuț Anghelinei |  |

| 6 septembrie 2011 | Gauss Bacău         | 2 – 3 (d.p.) | Dunărea Galați         | Bacău                                         |  |
| 19:30             | Cojocaru 69' (pen.) |              | Cristea 12' Cârjan 21' | Stadion: Municipal Arbitru: Bogdan Hanceariuc |  |

| 7 septembrie 2011 | Juventus București                       | 4 – 1 | Dinamo II | București                               |  |
| 16:30             | Tache 33' Marin 77', 90+3' Florică 90+2' |       | Bucă 58'  | Stadion: Juventus Arbitru: Adrian Ilyeș |  |

| 7 septembrie 2011 | FC Oltchim Râmnicu Vâlcea                | 3 – 1 | Argeș Pitești | Râmnicu Vâlcea                                 |  |
| 16:30             | O. Marinescu 28' Preda 76' Mușuroaia 81' |       | Beuran 10'    | Stadion: Oltchim Arbitru: George Cătălin Găman |  |

## Șaisprezecimi
La această fază au participat cele 14 echipe calificate din runda anterioară și cele 18 echipe din Liga I 2011-2012.
| 20 septembrie 2011 | Turnu Severin       | 2 – 2 (d.p.) (4 – 1 d.l.d.) | Mioveni               | Drobeta-Turnu Severin                      |  |
| 16:00              | Trifu 17' Coțan 45' |                             | Dina 34' Gheorghe 59' | Stadion: Municipal Arbitru: Dragoș Istrate |  |

| 20 septembrie 2011 | FC Brașov             | 2 – 0 (d.p.) | FCM Bacău | Brașov                                           |  |
| 16:00              | Buga 96' Machado 107' |              |           | Stadion: Silviu Ploeșteanu Arbitru: Adrian Ilyeș |  |

| 20 septembrie 2011 | Petrolul                                    | 4 – 1 | Chiajna | Strejnic                               |  |
| 16:30              | Melinte 19' Komazec 65' Negru 76' Mitea 83' |       | Popa 7' | Stadion: Conpet Arbitru: Radu Petrescu |  |

| 20 septembrie 2011 | Oțelul                                 | 3 – 1    | FC Oltchim Râmnicu Vâlcea | Galați                                                   |  |
| 18:30              | Punoševac 5', 38' Sârghi 28' Iorga 90' | (Report) | O. Marinescu 29' (pen.)   | Stadion: Oțelul Spectatori: 5,000 Arbitru: Dragoș Teodor |  |

| 21 septembrie 2011 | Dacia Unirea Brăila | 0 – 1    | Gaz Metan      | Brăila                                                            |  |
| 16:00              |                     | (Report) | Frăsinescu 48' | Stadion: Municipal (Brăila) Spectatori: 6,000 Arbitru: Emil Voicu |  |

| 21 septembrie 2011 | Dunărea Galați  | 1 – 0 | Sportul Studențesc | Galați                                                   |  |
| 16:00              | V. Munteanu 31' |       |                    | Stadion: Dunărea Spectatori: 300 Arbitru: Lucian Rusandu |  |

| 21 septembrie 2011 | Voința Sibiu | 0 – 0 (d.p.) (3 – 4 d.l.d.) | Otopeni | Sibiu                                                  |  |
| 16:00              |              |                             |         | Stadion: Municipal (Sibiu) Arbitru: Mugurel Drăgănescu |  |

| 21 septembrie 2011 | Pandurii                                             | 5 – 0 | CS Vișina Nouă | Târgu Jiu                                         |  |
| 16:00              | Štromajer 7' Batin 14', 87' Vranješ 46' Grigoraș 75' |       |                | Stadion: Tudor Vladimirescu Arbitru: Cătălin Popa |  |

| 21 septembrie 2011 | Dunărea Giurgiu | 1 – 0 (d.p.) | U Cluj | Giurgiu                                             |  |
| 16:00              | Budescu 108'    |              |        | Stadion: Marin Anastasovici Arbitru: Claudiu Baboia |  |

| 21 septembrie 2011 | Poli Timișoara       | 2 – 0 | Ceahlăul | Timișoara                                      |  |
| 17:00              | Goga 15' Curtean 75' |       |          | Stadion: Dan Păltinișanu Arbitru: Florin Miron |  |

| 21 septembrie 2011 | Rapid                           | 4 – 1 | Juventus București | București                                                     |  |
| 19:00              | Roman 37', 45' Apostol 64', 79' |       | Zaharia 89'        | Stadion: Giulești-Valentin Stănescu Arbitru: Andrei Chivulete |  |

| 21 septembrie 2011 | Astra Giurgiu | 1 – 0 | CFR Cluj | Ploiești                                |  |
| 21:30              | Fatai 46'     |       |          | Stadion: Astra Arbitru: Adrian Cojocaru |  |

| 22 septembrie 2011 | ASA Târgu Mureș | 1 – 0 | Viitorul Constanța | Târgu Mureș        |  |
| 18:30              | Ilyeș 2'        |       |                    | Stadion: Trans-Sil |  |

| 22 septembrie 2011 | FC Vaslui                                                                | 8 – 0 | Voința Livezile | Vaslui                      |  |
| 20:00              | Gheorghiu 8' Bello 23', 42', 83' Buhăescu 40' Costin 80' Wesley 81', 86' |       |                 | Stadion: Municipal (Vaslui) |  |

| 22 septembrie 2011 | Steaua București                                 | 4 – 0 | Sănătatea Cluj | Buzău                      |  |
| 20:30              | Nikolić 2' Prepeliță 31' Martinović 50' Popa 87' |       |                | Stadion: Municipal (Buzău) |  |

| 22 septembrie 2011 | Dinamo     | 1 – 0 | Luceafărul O. | București       |  |
| 21:15              | Luchin 31' |       |               | Stadion: Dinamo |  |

## Optimi
| 25 octombrie 2011 | Gaz Metan    | 1 – 0 | Dunărea Giurgiu | Mediaș                                                   |  |
| 16:00             | Medeiros 67' |       |                 | Stadion: Gaz Metan Spectatori: 1000 Arbitru: Crăciunescu |  |

| 25 octombrie 2011 | Oțelul                  | 2 – 1 | ASA Târgu Mureș | Galați                                            |  |
| 19:00             | Paraschiv 51' Antal 87' |       | Subotić 81'     | Stadion: Oțelul Spectatori: 3000 Arbitru: Dumitru |  |

| 26 octombrie 2011 | Pandurii | 0 − 0 (d.p.) (3 – 2 d.l.d.) | FC Brașov | Târgu Jiu                                                      |  |
| 16:00             |          |                             |           | Stadion: Tudor Vladimirescu Spectatori: 4000 Arbitru: Petrescu |  |

| 26 octombrie 2011 | Dinamo                                         | 5 – 0 | Turnu Severin | București                                         |  |
| 21:30             | Ganea 37' 60' Luchin 42' Țucudean 73' Păun 83' |       |               | Stadion: Dinamo Spectatori: 200 Arbitru: Unimatan |  |

| 27 octombrie 2011 | FC Vaslui                            | 4 – 1 | Dunărea Galați | Vaslui                                                         |  |
| 16:00             | Lopes 38' Neagu 55' Adaílton 56' 70' |       | 19' Chelaru    | Stadion: Municipal (Vaslui) Spectatori: 4000 Arbitru: Colțescu |  |

| 27 octombrie 2011 | Astra Giurgiu | 0 – 1 | Petrolul   | Ploiești                                           |  |
| 17:30             |               |       | 21' Buhuși | Stadion: Astra Spectatori: 4500 Arbitru: Comănescu |  |

| 27 octombrie 2011 | Rapid                                                     | 5 – 0 | Otopeni | București                                                              |  |
| 19:00             | Grigore 32' Cássio 37' Burcă 55' Deac 67' Gângioveanu 89' |       |         | Stadion: Giulești-Valentin Stănescu Spectatori: 1500 Arbitru: Cojocaru |  |

| 27 octombrie 2011 | Poli Timișoara        | 2 – 0 | Steaua București | Timișoara                                                 |  |
| 20:45             | Ricketts 28' Goga 52' |       |                  | Stadion: Dan Păltinișanu Spectatori: 20000 Arbitru: Balaj |  |

## Sferturi
| 7 decembrie 2011 | Rapid                    | 2 – 0 | Pandurii | București                                                                     |  |
| 18:30            | António 59' Grigorie 79' |       |          | Stadion: Giulești-Valentin Stănescu Spectatori: 5,000 Arbitru: Cristian Balaj |  |

| 8 decembrie 2011 | Poli Timișoara | 0 – 1 | Gaz Metan | Timișoara                |  |
| 18:00            |                |       | Bud 8'    | Stadion: Dan Păltinișanu |  |

| 8 decembrie 2011 | Dinamo                    | 2 – 1 | Petrolul         | București       |  |
| 20:30            | Dănciulescu 14' Ganea 56' |       | Borza 48' (pen.) | Stadion: Dinamo |  |

| 15 martie 2012 | Oțelul                    | 2 – 3 | FC Vaslui                        | Galați                                |  |
| 21:30          | Antal 65' Iorga 67'(pen.) |       | Wesley 45' Wesley 62' N'Doye 84' | Stadion: Oțelul Arbitru: Cătălin Popa |  |

## Semifinale
| 29 martie 2012Tur | Dinamo  | 1 - 0 | Gaz Metan | București                                            |  |
| 20:00             | Rus 88' |       |           | Stadion: Dinamo Spectatori: 1500 Arbitru: R.Petrescu |  |

| 28 martie 2012Tur | FC Vaslui | 0 - 1 | Rapid            | Vaslui                                                          |  |
|                   |           |       | Herea 72' (pen.) | Stadion: Vaslui Spectatori: Nu prea multi Arbitru: Marius Avram |  |

| 12 aprilie 2012Retur | Gaz Metan               | 2 - 1 | Dinamo     | Mediaș                                                       |  |
|                      | Marković 8' Issa Ba 79' |       | Stoica 58' | Stadion: Gaz Metan Spectatori: 10,000 Arbitru: Radu Petrescu |  |

| 11 aprilie 2012Retur | Rapid                           | 3 - 2 | FC Vaslui            | București                               |  |
| 21:30                | Grigorie 1' Alexa 64' Roman 88' |       | Wesley 6' Wesley 46' | Stadion: Giulesti Arbitru: Marius Avram |  |

## Finala
| Rapid | 0 - 1 | Dinamo |
| ----- | ----- | ------ |
|       |       |        |